# Bahnhof Magdeburg Südost
Der Bahnhof Magdeburg Südost ist ein Bahnhof an der Bahnstrecke Magdeburg–Leipzig im Magdeburger Stadtteil Westerhüsen. Das eigentliche Bahnhofsgebäude, das nicht mehr für den Bahnhofsbetrieb genutzt wird, steht unter Denkmalschutz.

## Geschichte und Architektur
Der Bau der Bahnstrecke wurde am 14. Februar 1836 von Friedrich Wilhelm III. und der konkrete Bauplan der Strecke am 13. November 1837 genehmigt. Die Strecke wurde in 12 Bauabschnitte untergliedert. Westerhüsen gehörte dabei zum 2. Bauabschnitt Buckau–Schönebeck (Elbe). Der tatsächliche Baubeginn in Westerhüsen erfolgte am 24. April 1838. Der Bautrupp umfasste 1 Ingenieur, 3 Aufseher sowie 150 bis 320 Tiefbauarbeiter. Bereits Ende August 1838 war die Eisenbahnbrücke an der Sohlener Straße sowie der Bahnübergang am alten Westerhüsener Friedhof weitgehend fertiggestellt. Die Eisenbahnbrücke war aus Holz gefertigt und von je einer Holzplanke eingefasst. Die Eigentümer der Grundstücke, über die die Trasse führte, wurden entschädigt. So erhielt der Windmüller Grabau 600 Taler, da die Eisenbahnstrecke den Zufahrtsweg zu seiner Windmühle durchschnitt.
Im Bereich von Westerhüsen waren beim Bau erhebliche Erdbewegungen erforderlich. Insgesamt wurden in der Ortslage Westerhüsen 125181 m³ Erde bewegt. An Brücken und Durchlässen wurden 2783 m³ Mauerwerk errichtet. Da die in Westerhüsen anfallenden Sand- und Erdmassen an anderen Stellen der Strecke als Unterbau eingesetzt wurden, ruhten im Sommer 1838 im Bereich Westerhüsen zunächst die Arbeiten und wurden an anderen Stellen der Strecke fortgeführt.
Der erste Zug fuhr dann am 29. Juni 1839. Er hatte 13 Wagen und wurde von einer Lokomotive Adler gezogen. Fahrtbeginn war um 8.15 Uhr ab dem Fürstenufer in Magdeburg. Bereits 25 Minuten später soll der Zug im Zielbahnhof in Schönebeck angekommen sein. Um 10.30 Uhr begann die Rückfahrt. Am Sonntag, den 30. Juni 1839, wurde die Strecke für den öffentlichen Verkehr freigegeben. Es fanden dann zunächst täglich je drei Fahrten vormittags und nachmittags statt. Als Lokomotiven dienten Loks Adler und Jungfer. Insgesamt konnten so täglich 2190 Fahrgäste transportiert werden. Vermutlich bestand bereits von Anfang an ein Haltepunkt in Westerhüsen.

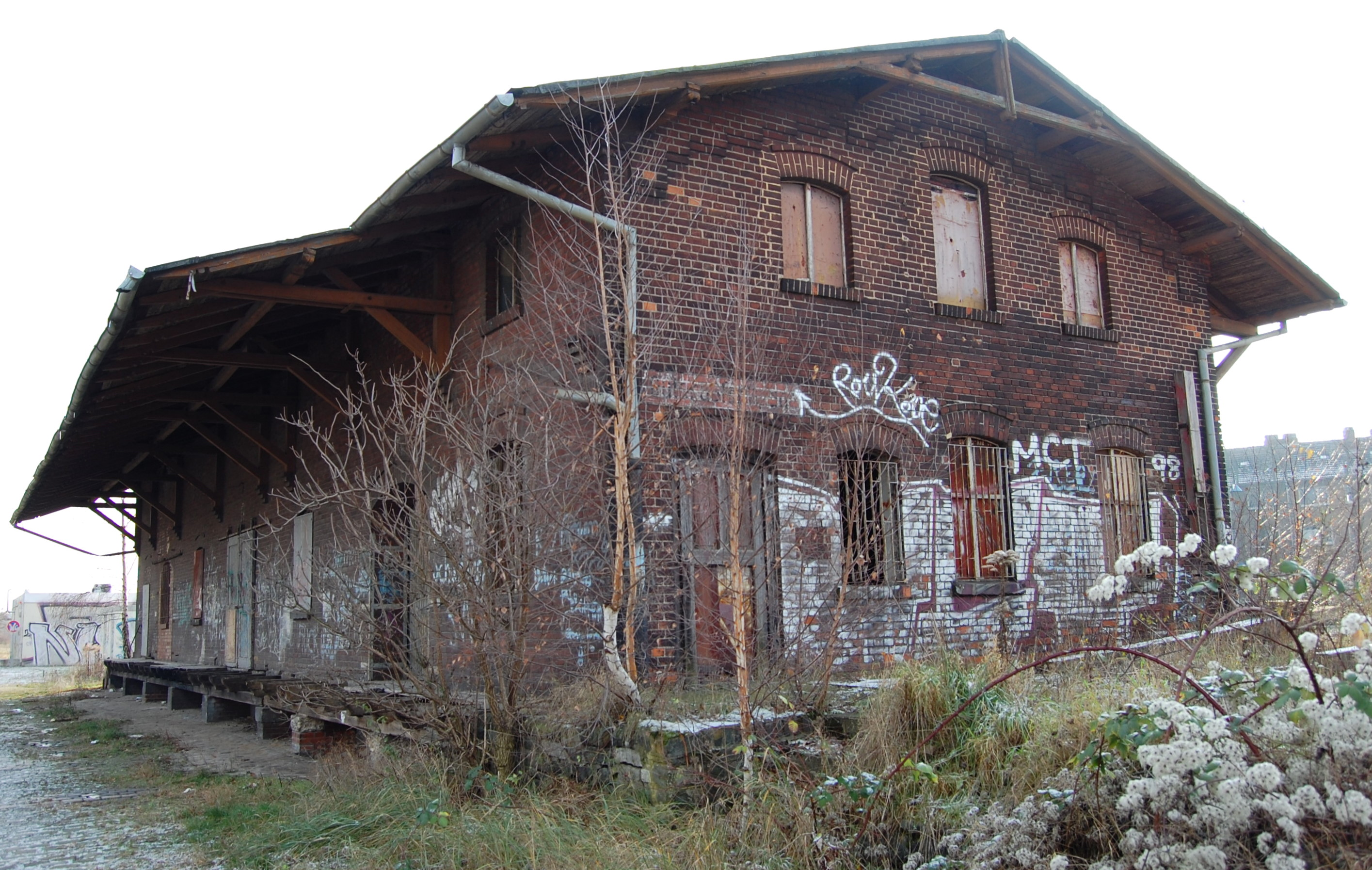
Güterschuppen

Eine erste befestigte Haltestelle entstand nach Fertigstellung der Bahnstrecke Magdeburg–Halle/Leipzig hier jedoch zumindest 1840, zwischen den Dörfern Westerhüsen und Salbke, an der Stelle, an der der Fahrweg von Beyendorf und Sohlen auf die Hauptstraße nach Magdeburg und die an dieser Stelle befindliche Poststation traf. Dieses als Bretterbude beschriebene Gebäude befand sich östlich der Bahnstrecke. Im Jahr 1850 wurde ein massives Stationshaus nördlich der heutigen Welsleber Straße auf Salbker Gemarkung errichtet. Das nicht erhaltene Gebäude stand westlich der Eisenbahnstrecke. 1868 entstand südlich der Straße und somit auf Westerhüser Gemarkung ein Empfangsgebäude. Ein Güterschuppen kam 1884 hinzu.
Entlang der Eisenbahnstrecke standen diverse Bahnwärterhäuser. Eines befand sich am Bahnübergang in der Nähe des alten Friedhofs, wurde jedoch bereits 1894 abgerissen. Ein weiteres, später jedoch auch abgerissenes befand sich am ehemaligen Bahnübergang zum neuen Friedhof an der Holsteiner Straße. Über der Böschung an der Bodenburgschen Windmühle stand ein Bahnwärterhaus ohne Bahnübergang. Aufgabe des Bahnwärters war die Kontrolle der Strecke, die angesichts der noch nicht so fest liegenden Schienen regelmäßig erforderlich war. Als Bude 6 war ein entsprechendes Haus am Südende des Volkspark Westerhüsen bekannt. Ein letztes entsprechendes Gebäude befand sich unmittelbar an der südlichen Grenze der Westerhüser Gemarkung nach Frohse.

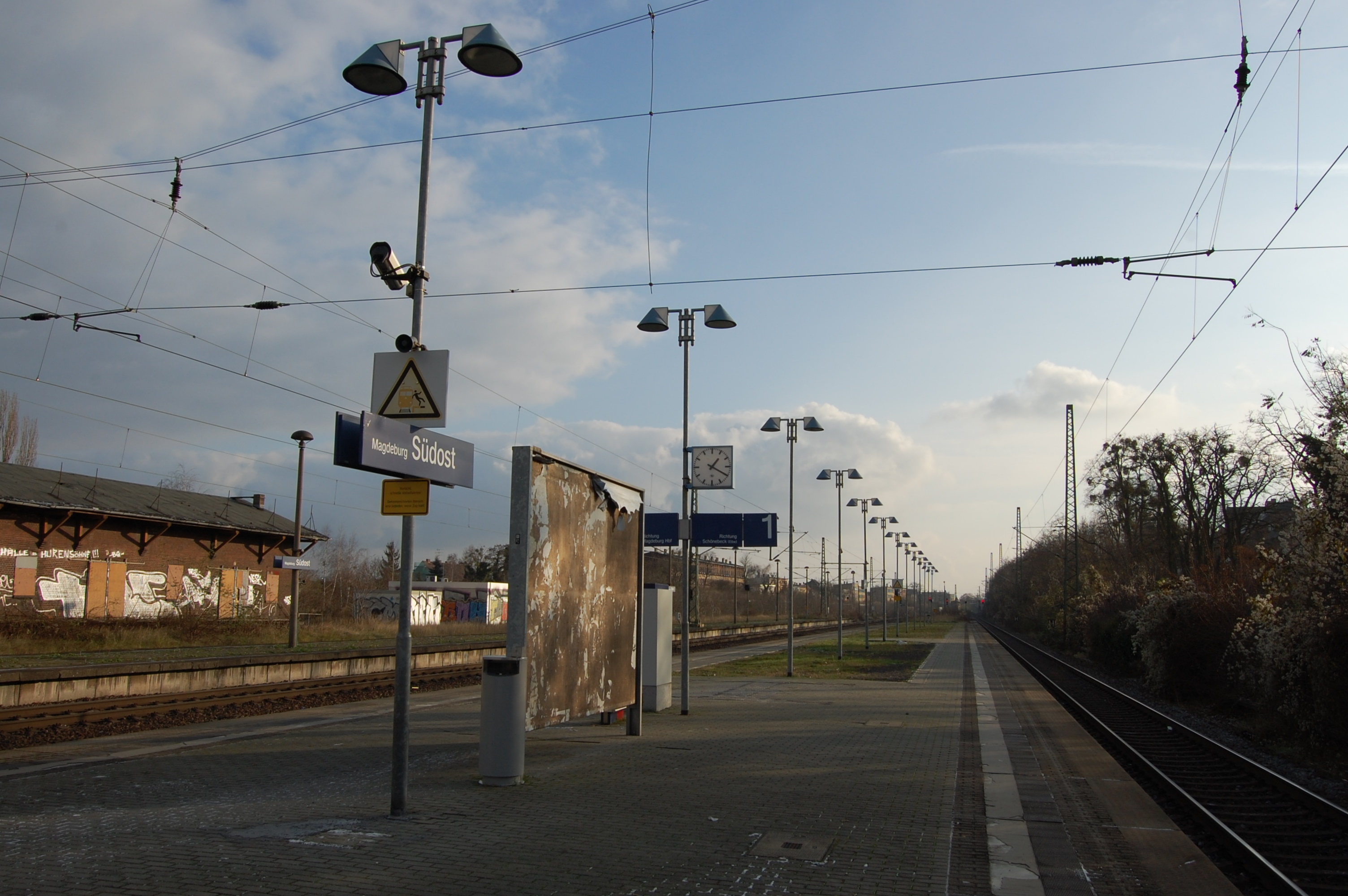
Bahnsteige 2010

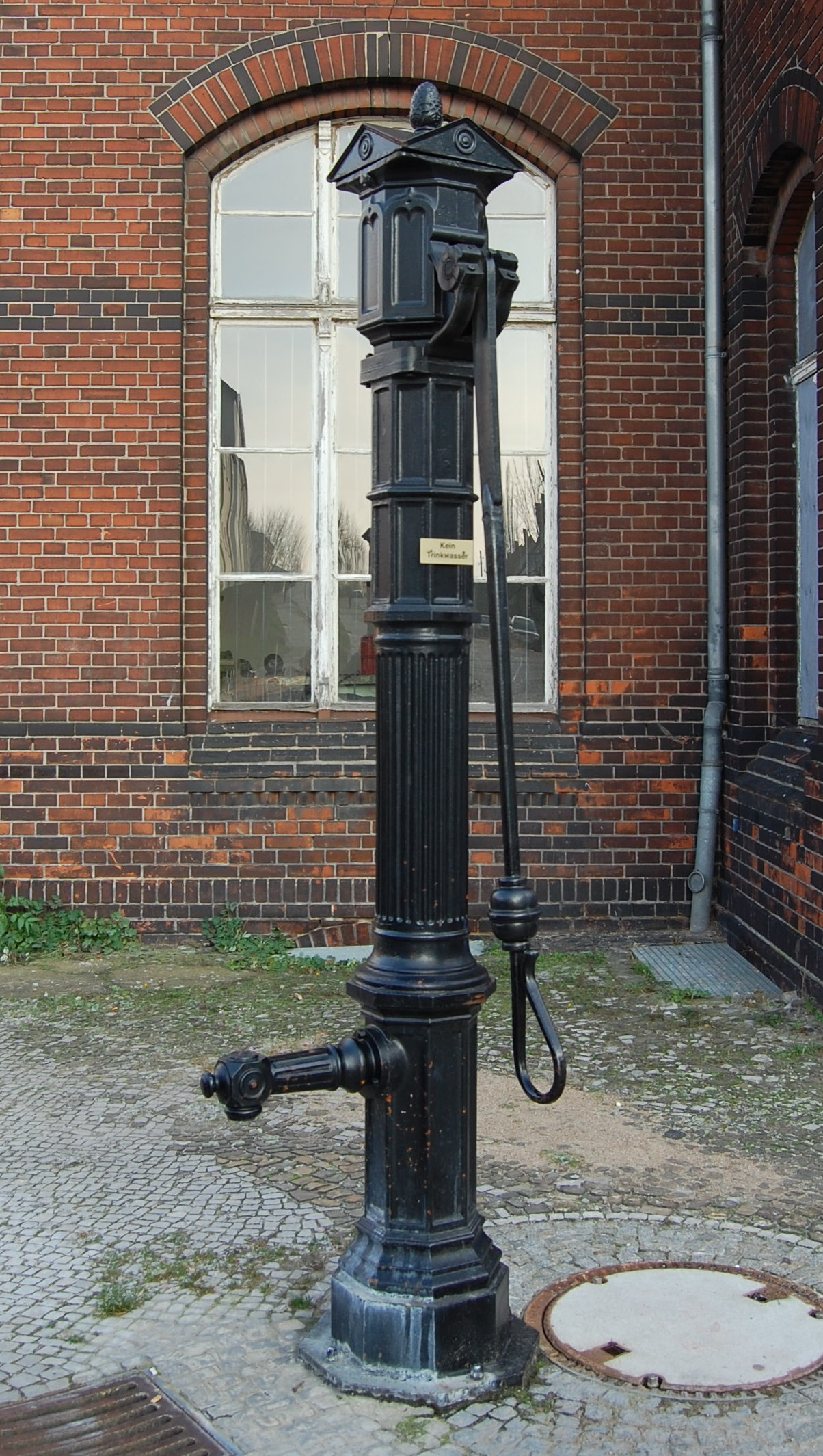
Wasserpumpe vor dem Bahnhofsgebäude

Im Jahr 1894 wurde die Strecke um zwei Gleise erweitert. Auch die Brücke an der Sohlener Straße musste verlängert werden. Aufgrund des größeren Platzbedarfs, musste das alte Bahnhofsgebäude abgerissen werden. Das heutige Cafe Kies stellt eine Kopie des abgetragenen Bahnhofgebäudes dar und entstand unter Verwendung der originalen Bauteilen des alten Bahnhofs. Die Trassenführung der Bahn wurde deutlich erhöht, so dass die noch bestehende Unterführung unter dem Bahnkörper erforderlich wurde. Zugleich wurde die heutige Welsleber Straße nach Norden verlegt.

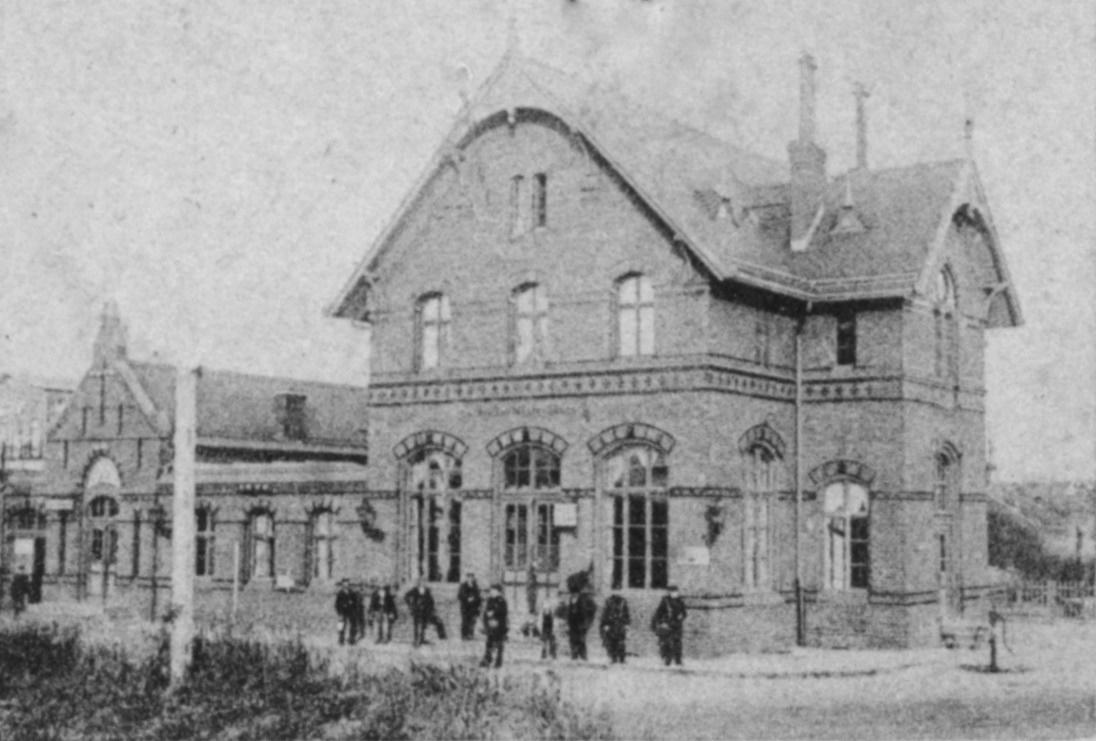
Bahnhofsgebäude um 1900

Das heutige Bahnhofsgebäude wurde dann 1894 bzw. 1895 gebaut. Es ist weitgehend in seiner originalen Gestaltung erhalten geblieben und stellt einen eineinhalbgeschossigen, mit Klinkern errichteten Typenbau der Preußischen Staatseisenbahnen dar, wie er für die Empfangsgebäude von Bahnhöfen untergeordneter Stationen gebräuchlich war. Im Stadtgebiet Magdeburgs ist es, neben dem Bahnhof Magdeburg-Neustadt, dass einzig erhalten gebliebene Bahnhofsgebäude aus der Zeit der preußischen Staatsbahn. Die Fassade ist aufwendig gegliedert. Sowohl segmentbogige als auch spitzbogige Fensteröffnungen wurden eingesetzt. Die Giebel sind mit hölzernen Verzierungen versehen. Bedeckt wird das Gebäude von einem Satteldach, das in markanter Weise übersteht. An der Westseite befindet sich ein Mittelrisalit. An den nördlichen und südlichen Giebelseiten befinden sich kleinere Anbauten, die als Windfang bzw. Toilettentrakt dienten.
Aus der Lage des Bahnhofs in der Nähe der Gemarkungsgrenze ergaben sich Streitigkeiten zwischen den bis 1910 noch selbständigen Gemeinden Salbke und Westerhüsen über die Benennung des Bahnhofs. Nachdem er zunächst bis 1909 als Bahnhof Westerhüsen geführt wurde, ergab sich dann bis 1913 die Bezeichnung Westerhüsen-Salbke, nach einer anderen Angabe Salbke-Westerhüsen, bis dann, vermutlich ab 1914, die heutige Bezeichnung Magdeburg Südost eingeführt wurde. Auf einer Karte von 1916 findet sich jedoch noch die Angabe Westerhüsen-Salbke. Der Westerhüser Malermeister Weytag hatte jeweils den Auftrag die Bahnhofsschilder der veränderten Benennung anzupassen. Während des Ersten Weltkriegs ging die Zahl der angebotenen Zugverbindungen zurück. Hielten 1914 noch 52 Züge planmäßig im Bahnhof, war die Zahl im Jahr 1917 auf 39 zurückgegangen. Am 16. Februar 1921 kam es zu einem tödlichen Unglücksfall auf dem Bahnhof. Der Rangierer Willi Stein geriet zwischen die Puffer, wobei er sich eine schwere Quetschung des Brustkorbs zuzog, woran er kurz darauf im Krankenhaus verstarb.
1934 erfolgte die Elektrifizierung der Strecke. Zugleich wurden die Kurven der Gleisanlagen in der Gemarkung Westerhüsen abgeflacht und die Holzbrücke an der Sohlener Straße durch eine Betonbrücke ersetzt. Es erfolgten erhebliche Erdbewegungen. An der Westseite der Strecke entstand die heutige Stützmauer zur Holsteiner Straße.
Seit der am 29. September 1974 erfolgten Eröffnung der S-Bahn Magdeburg ist der Bahnhof eine S-Bahn-Station.
Über längere Zeit befand sich auf dem Gebäude ein Storchennest.

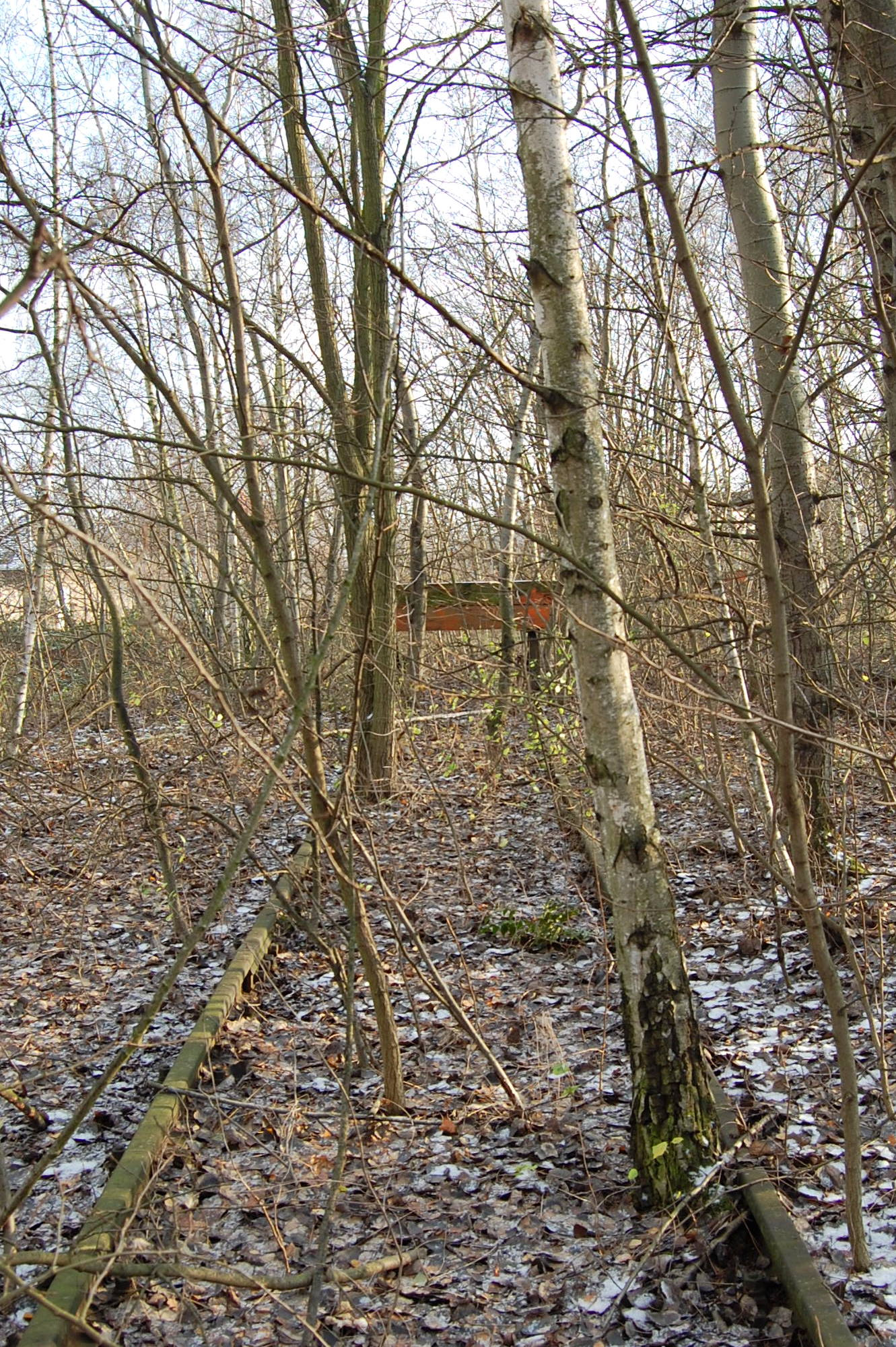
Zugewachsenes Gleis am Güterbahnhof, 2010

Der Bahnhof ist in Betrieb. Das Empfangsgebäude wurde jedoch umgenutzt. In den 1990er Jahren bestand eine gastronomische Nutzung durch ein Restaurant Klapperstorch. Nach längerem Leerstand wird das Gebäude für Wohnzwecke und als Werkstatt des Stahlbildhauers Joachim Röderer genutzt. Vor dem Bahnhofsgebäude befindet sich eine historische Wasserpumpe, die zeitweise als Kleindenkmal geführt wurde, nach Löschung jedoch nicht mehr im Denkmalverzeichnis eingetragen ist. Die Nutzung des Güterbahnhofs wurde eingestellt. Insbesondere die nach Osten in Richtung des ehemaligen Chemiewerks Fahlberg-List führenden Gleise sind überwuchert und mit Bäumen bewachsen.

## Anekdotisches
Vom Tag der ersten Zugfahrt ist die Geschichte eines alten Westerhüser Bauern überliefert. Mit den Worten „Ick gah na de Isebahne will mich de Sache doch ok mal ankieken“ begab er sich zur Bahnstation Westerhüsen, die es danach tatsächlich schon am ersten Tag gab. Um den erwarteten Zug zu betrachten, stellte er sich mitten auf die Schiene, worauf ihn ein Beamter aufforderte, die Schienen zu verlassen. Der alte Westerhüsener antwortete: „Nu, ick wehre mick dat doch hier ankieken können.“ und blieb auf den Gleisen stehen. Der Beamte entfernte ihn daher gewaltsam von der Strecke. Kurz darauf kam der Zug. Daraufhin entfernte sich der Bauer kopfschüttelnd. Für den Vorfall erhielt er später ein Strafmandat über acht Tage Haft oder drei Taler Strafe, welches er ruhig hinnahm. Eines Morgens legte er seinen Sonntagsanzug an und sagte zu seiner Frau: „Kannst mick mal ne Stulle schmieden, de will ick mick in dat Daug wickeln.“ „Vadder, wo willst du denn hehn?“ Er: „Nu, ick dächte dat wör wool nu an de Tid, datt ick datt afsitten möt“. Seine Frau war entsetzt: „Vadder datt warst du doch nich dauhn. Ick heff doch de 3 Daler schon lange betahlt.“ „Watt, jie infamichte Ware, schmieten mich 3 Daler taun Fenster ruht, unn ick hew doch soveel Tid, dat ick datt afsitten kann.“

## Verkehrsanbindung
| Linie                    | Linienverlauf                                                                               | Takt (min)                                                                               | EVU             |
| ------------------------ | ------------------------------------------------------------------------------------------- | ---------------------------------------------------------------------------------------- | --------------- |
| RE 20                    | Schönebeck-Bad Salzelmen – Magdeburg Südost – Zielitz – Tangerhütte – Stendal – Uelzen      | 060 (Mo–Fr)                                                                              | DB Regio Südost |
| RE 30                    | Magdeburg – Magdeburg Südost – Schönebeck (Elbe) – Calbe (Saale) – Köthen – Halle (Saale)   | 060                                                                                      | DB Regio Südost |
| S 1                      | Schönebeck-Bad Salzelmen – Magdeburg Südost – Zielitz – Tangerhütte – Stendal – Wittenberge | 060 (Schönebeck–Stendal) 060 (Stendal–Wittenberge Mo–Fr) 120 (Stendal–Wittenberge Sa–So) | DB Regio Südost |
| Stand: 10. Dezember 2023 |                                                                                             |                                                                                          |                 |